# Sidelenhorn
Sidelenhorn är en bergstopp i Schweiz.   Den ligger i kantonen Uri, i den centrala delen av landet, 80 km sydost om huvudstaden Bern. Toppen på Sidelenhorn är 3 217 meter över havet, eller 136 meter över den omgivande terrängen. Bredden vid basen är 0,74 km.
Terrängen runt Sidelenhorn är huvudsakligen bergig, men åt sydost är den kuperad. Trakten runt Sidelenhorn är nära nog obefolkad, med mindre än två invånare per kvadratkilometer.. Närmaste större samhälle är Airolo, 17,2 km sydost om Sidelenhorn. 
Trakten runt Sidelenhorn består i huvudsak av gräsmarker.